# Kate Middletons Brautkleid

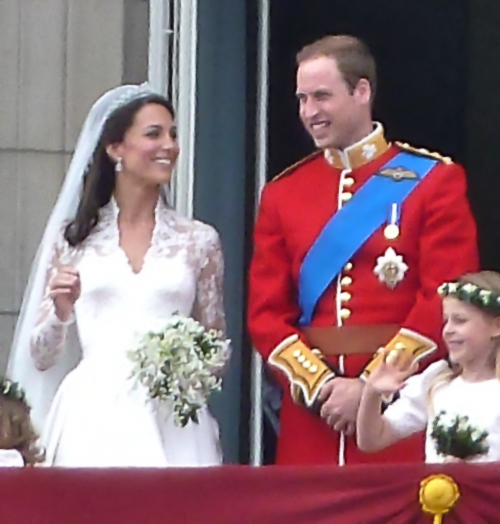
Die Herzogin und der Herzog von Cambridge am Tage ihrer Hochzeit

Kate Middletons Brautkleid ist jenes Brautkleid, das Catherine, Princess of Wales, damals noch Kate Middleton, zu ihrer Hochzeit mit Prince William am 29. April 2011 trug. Das Kleid ist ein Entwurf der britischen Modedesignerin Sarah Burton, der Kreativdirektorin des britischen Modehauses Alexander McQueen.
Wie bei Hochzeiten der Königshäuser üblich, wurden der Entwurf und seine Designerin im Vorfeld geheim gehalten, so dass das Kleid erst öffentlich zu sehen war, als die Braut aus ihrem Auto stieg, um Westminster Abbey zu betreten, wo die Trauzeremonie stattfand. Brautkleider aus dem Umfeld der britischen Königsfamilie sind für ihr Design, ihre Symbolkraft und ihren Einfluss auf Trends der westlichen Brautmoden bekannt, das Interesse der Medien an dem Kleidungsstück war entsprechend groß.
Von dem Kleid, das stilistisch an Modeaspekte der 1950er Jahre anknüpft, wurden weltweit Kopien angefertigt und gehandelt. Das Original war vom 23. Juli bis zum 3. Oktober 2011 während der jährlichen Sommerausstellung im Buckingham Palace zu sehen und sorgte für einen Besucherrekord. In dem Zusammenhang wurden Berichten zufolge acht Millionen Pfund für eine wohltätige Stiftung Kate Middletons sowie für Erneuerungsmaßnahmen am Palastgebäude eingenommen.

## Gestaltung des Kleides

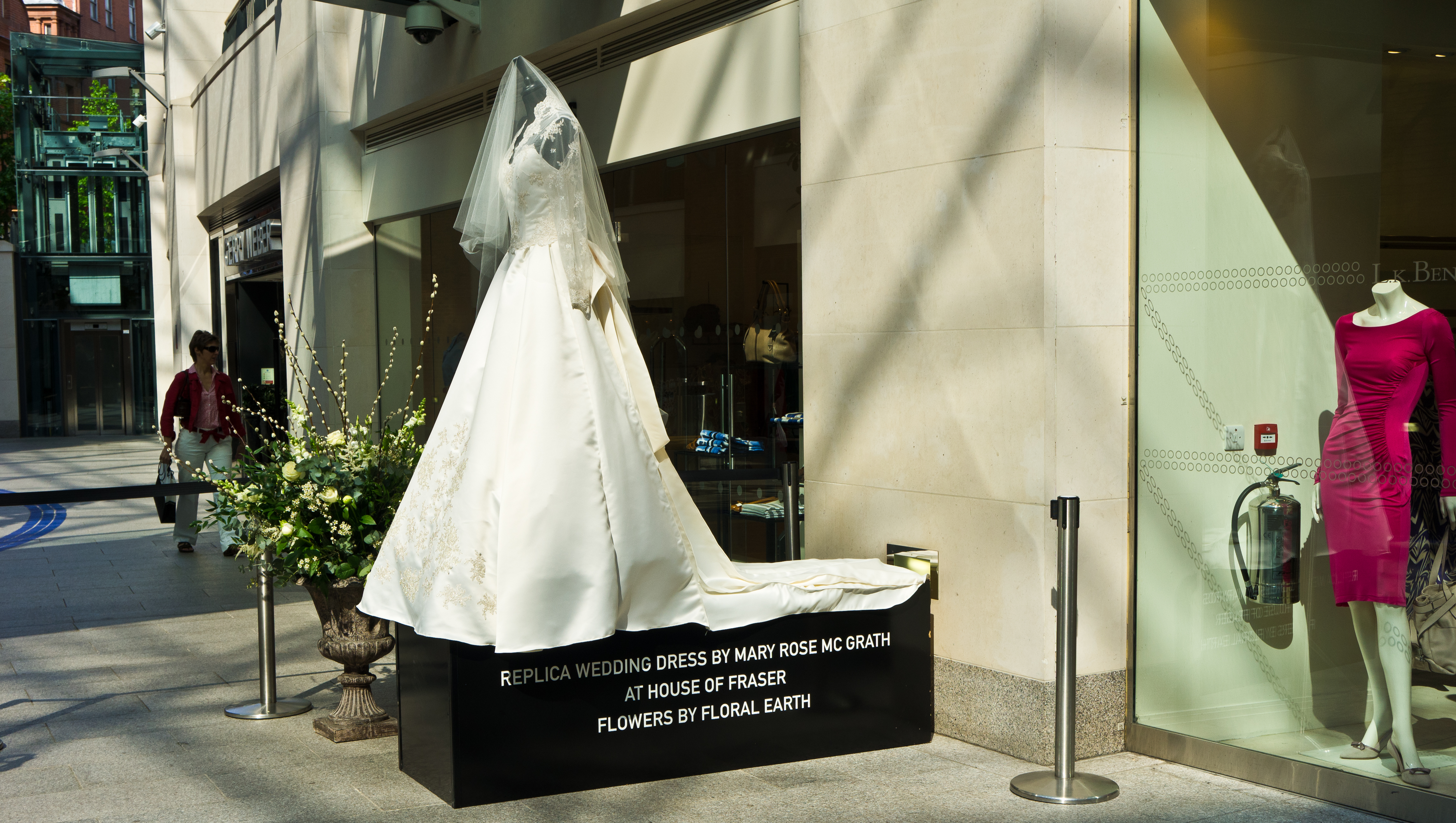
Eine Kopie des Kleides vor einer Boutique in Belfast

Das langärmlige, bodenlange Kleid besteht aus einem langen weiten Rock, der an eine enganliegende trägerlose Corsage mit herzförmigem Ausschnitt angesetzt ist, beides aus Satin gefertigt. Über der Corsage liegt ein ebenfalls enganliegendes, fest mit dem Rock verbundenes Oberteil, das aus durchscheinendem Stoff mit Spitzenapplikationen gearbeitet ist, mit langen Ärmeln und V-Ausschnitt. Das Kleid wird am Rücken mit 58 Knöpfen hochgeschlossen. Die von der rückwärtigen Taille ausgehende Schleppe besteht aus dem gleichen Stoff wie Rock und Corsage, der Schleier ist aus einem durchsichtigen Spitzenstoff gefertigt.

### Material
Der Hauptteil des Kleides ist aus elfenbeinfarbigem und weißen Seiden-Gazar genäht, wobei britische Stoffe aus einer von Sarah Burton exklusiv genutzten Quelle verwendet wurden.
Die Schleppe des Kleides misst 270 Zentimeter. Auf dem gesamten Mieder, Rock und Unterrockbesatz wurden handgemachte englische Spitze und französische Chantilly-Spitze verarbeitet. Da die Spitze aus verschiedenen Quellen stammte, wurde viel Sorgfalt darauf verwendet, sicherzustellen, dass alle Blumen farblich gleich sind. Die gesamte Anfertigung wurde von Burton und ihrem Team beaufsichtigt und in Handarbeit ausgeführt. „Auf dem Rücken befinden sich 58 Knöpfe aus Gazar-Seide und Organza, die mit Knopfschlaufen befestigt werden. Der Unterrock ist aus englischer Cluny-Spitze auf Seidentüll.“

### Schnitt
Der lange, weite Rock ist als Abbild einer sich öffnenden Blume gestaltet, mit weichen Falten, die sich nach unten hin öffnen, am Rückteil eine Semi-Tournüre im viktorianischen Stil bilden und in einer kurzen Schleppe endend. Das „elfenbeinfarbene Satinmieder ist in der Hüfte leicht aufgepolstert und in der Taille eingeschnürt; inspiriert von der Viktorianischen Miederwarentradition, die ein besonderes Kennzeichen der Entwürfe von Alexander McQueen ist“.

### Symbolik
Das Kleid ist aus Satin genäht und hat ein mit Spitzenapplikationen ausgearbeitetes Mieder, das in feinen Details die Nationen des Vereinigten Königreichs darstellt. Die symmetrisch ausgearbeitete Spitzenapplikation ist in Handarbeit in einer Technik gefertigt, die in den 1820er Jahren in Irland entwickelt worden ist und Carrickmacross-Spitze genannt wird. Dargestellt sind Rosen (ein Symbol Englands), Disteln (Schottland), Narzissen (Wales) und Shamrock (Irland), die Stück für Stück an den Seidentüll angenäht sind. Diese Spitzenapplikationen wurden in der im Hampton Court Palace niedergelassenen Royal School of Needlework handgefertigt. Die Schneiderinnen benutzten alle drei Stunden neue Nadeln und wuschen sich alle halbe Stunde die Hände, um den Stoff rein zu halten.
Um den britischen Something old, something new-Brauch, der u. a. nach einer blauen Zutat verlangt, zu erfüllen, ist im Inneren des Kleides ein blaues Band verarbeitet. Die von dem Brauch geforderte alte Zutat besteht im Design der Carrickmacross-Spitze im Mieder.
In offiziellen Erklärungen wurde angegeben, dass Middleton Tradition mit Modernität zu verbinden gewünscht habe – „mit der künstlerischen Vision, die Alexander McQueens Arbeit charakterisiert“. Middleton und Burton arbeiteten bei dem Design des Kleides eng zusammen.

## Spekulationen vor der Trauung
Vor der Hochzeit gab es viel Spekulation darüber, was für ein Brautkleid Middleton auswählen würde. Die Sunday Times berichtete am 6. März 2011, dass Middleton sich für die McQueen-Designerin Sarah Burton entschieden habe. Die Zeitung schrieb: „Eine Mode-Quelle gab an, dass das Kleid eine Kombination aus Middletons eigenen Designideen und Burtons Kenntnis und tiefem Verständnis der Hofmode sein werde.“ McQueen und Burton stritten ab, mit dem Kleid irgendetwas zu tun zu haben. Middleton wurde im Jahr 2005 auf Burtons Arbeit aufmerksam, als sie an der Hochzeit von Thomas Parker Bowles, dem Sohn der Duchess of Cornwall, teilnahm. Burton hatte das Brautkleid für seine Braut, die Modejournalistin Sara Buys, entworfen. Auch andere Designer waren im Gespräch: Victoria Beckham, Sophie Cranstons Label Libelula, Jasper Conran, Elizabeth Emanuel (Designerin des Brautkleides von Lady Diana Spencer), Daniella Issa Helayel, Keren Craigs und Georgina Chapmans Label Marchesa, Stella McCartney, Bruce Oldfield, und Catherine Walker.
In den Wettbüros erwies Burton sich so klar als die Favoritin, die das Brautkleid entwerfen würde, dass der bedeutendste britische Buchmacher William Hill bereits Wochen vor dem Ereignis keine Wetten mehr annahm. David Emanuel, der das Brautkleid von Prinzessin Diana mitentworfen hat, äußerte der kanadischen Modejournalistin Jeanne Beker gegenüber: „McQueen gehört Gucci, einem italienischen Unternehmen. Wenn Kate diesen Kurs eingeschlagen hat, wäre es das erste Mal, dass nicht ein britisches Haus ausgewählt wurde. Und die Italiener hätten damit ihren großen Tag.“
Die britische Boulevardzeitung News of the World berichtete, dass den Stickerinnen der Royal School of Needlework, damit diese das Geheimnis wahrten, zunächst gesagt worden sei, dass das Kleid für einen TV-Kostümfilm bestimmt sei, bei dem Kosten keine Rolle spielten. In der Folge wurde weithin kolportiert, die Kosten des Kleides haben sich auf 250.000 £ belaufen; ein Sprecher von Clarence House erklärte diese Behauptung allerdings für unzutreffend.
Laut Joanna Marscher, Kuratorin der Historic Royal Palaces, „ist die Bedeutung der Kleider ebenso gestiegen, wie die Erwartungen der Medien gestiegen sind. Fernsehkameras in Westminster Abbey bedeuten, dass diese Kleider solchen Schauplätzen gerecht werden und so exzellent designt sein müssen, dass sie auch dem kritischsten Blick standhalten“. Details des Kleides wurden Ende April 2011 in einem Tweet des Clarence House zuerst der Öffentlichkeit bekannt gegeben und machten sofort Schlagzeilen. Der Vorgang gilt damit als Indiz für die zunehmende Rolle von sozialen Netzwerken für Nachrichtenjournalisten.

## Einflüsse und Wirkung
Das Kleid wurde von Modeexperten in den Medien vielfach kommentiert und fand sehr viel Beifall. Es wurde bemerkt, dass es stark traditionell und von Kleidern der 1950er Jahre inspiriert sei. Karl Lagerfeld äußerte: „Das Kleid ist ganz klassisch und passt hervorragend zu der Dekoration der Westminster Abbey. Es erinnert mich sogar etwas an die Hochzeit von Queen Elizabeth, an die königlichen Hochzeiten in den 50er Jahren. Die Schleppe ist gut proportioniert. Die Spitze ist sehr hübsch. Der Schleier gefällt mir sehr.“ Antonio Marras vom Modeunternehmen Kenzo erklärte: „Die Wahl des Labels und der Stil des Kleides war eine sehr raffinierte Mischung aus progressiver Mode und Tradition, alles auf eine sehr britische Art und Weise. Man kann Anspielungen auf das Brautkleid von Grace Kelly oder das Brautkleid von Prinzessin Elisabeth erkennen, aber auf eine einfachere, modernere Art.“ Es wurde bemerkt, dass das Spitzenmieder von Middletons Kleid das Kleid widerspiegelte, das Grace Kelly 1956 bei ihrer Hochzeit mit Rainier III. getragen hatte. Vergleiche wurden auch mit dem Brautkleid von Prinzessin Margret gezogen. Mark Badgley, ein Designer bei Badgley Mischka, urteilte: „Es ist die Art von Kleidungsstück, das der Prüfung der Zeit standhalten wird. Nicht alle Kleidungsstücke tun das. Jede Braut auf der Welt wird es tragen wollen. Es hat einen Touch von Altmodisch, ein klassisches Ballkleid der 1950er Jahre, so zeitlos, dass ihre Tochter in 30 Jahren darin ebenso hinreißend aussehen würde.“ Oscar de la Renta dagegen befand, es sei „ein sehr traditionelles Kleid für eine sehr traditionelle Hochzeit … nicht großtuerisch. Da waren nicht 50 Meter Schleppe, und es war nicht mit Stickerei überladen. Es war nur ein sehr traditionelles Kleid für ein hinreißendes Mädchen, das nicht viel braucht“.
Das Kleid wurde auch mit dem Brautkleid verglichen, das die Mutter von Prinz Williams, Diana, zu ihrer Hochzeit trug. Vera Wang sagte: „Dianas Kleid hatte ein Gefühl von Unschuld, Träumerei, fast Bilderbuchromanze. Bei Catherines Kleid dagegen ging es um viel mehr als einfach nur um das Kleid. Sarah Burton hat für die moderne Braut, die eines Tages Königin sein wird, einen neuen Zugang zum Klassischen gebahnt.“ Die Schöpferin von Dianas Brautkleid, Elizabeth Emanuel, äußerte: „Genau wie es schon 1981 geschehen ist, werden, wenn sie den Gang herunter schreitet, Leute mit ihren Skizzenblöcken zuschauen, während die Techniker und Vorlagenzeichner schon in den Startlöchern stehen und warten. Am nächsten Morgen werden Sie in der Einkaufsstraße Kopien sehen.“ Emanuel sagte, das Kleid werde vielen Figurtypen gut zu Gesicht stehen.

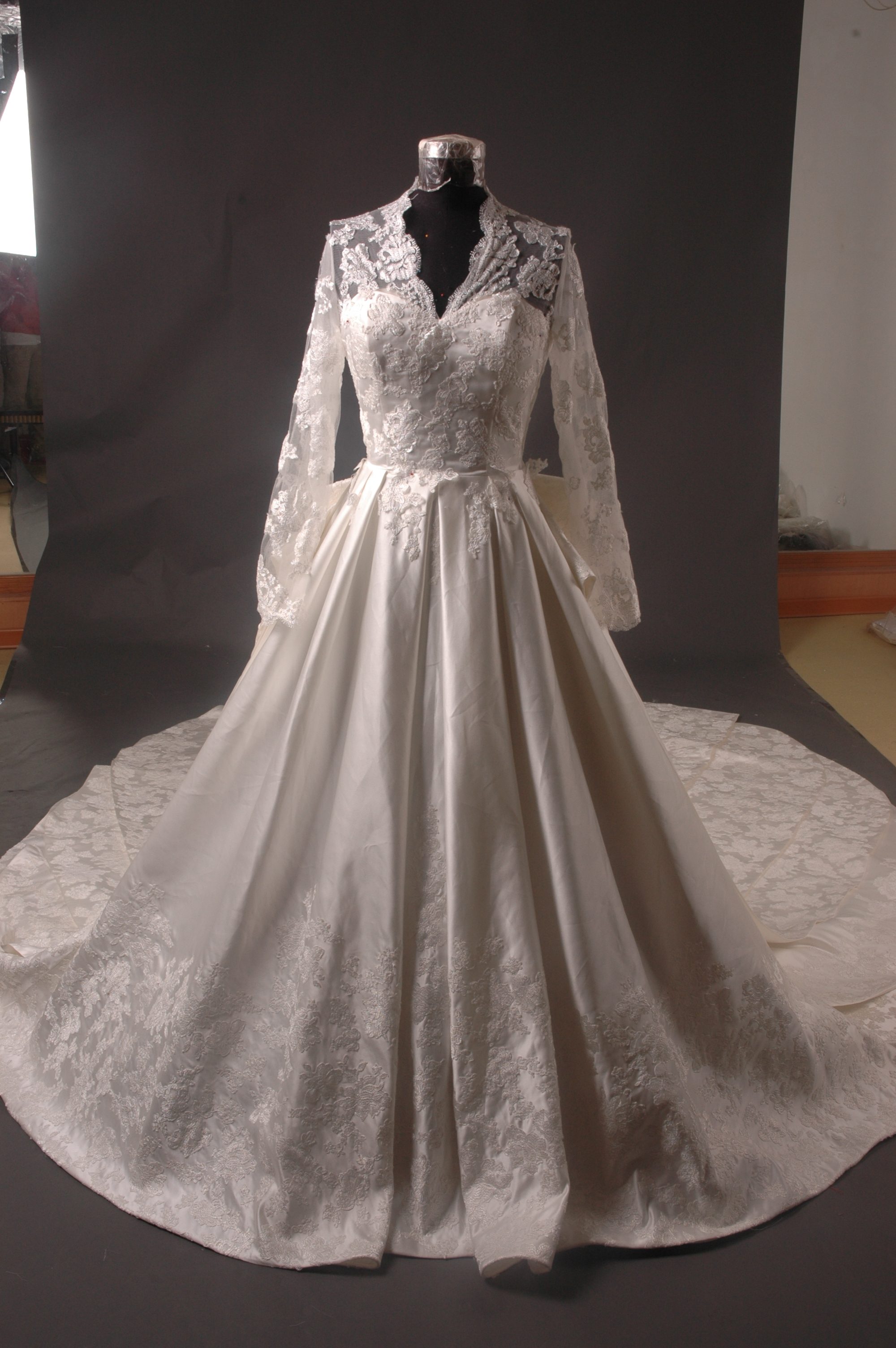
Chinesische Kopie des Kleides, die vier Wochen nach der königlichen Hochzeit zum Verkauf angeboten wurde

Vielfach wurde bemerkt, dass der Stil des Kleides die Brautmode der nächsten Jahre beeinflussen werde. So schrieb Alison McGill, Herausgeberin des Weddingbells Magazine: „Ich denke, ihre Entscheidung, lange Ärmel zu tragen, signalisiert den Abschied vom trägerlosen Hochzeitskleid.“ Veronica Di Santo-Abramowicz, Designerin des in Toronto ansässigen Labels Ines Di Santo, vermutete: „Kates Kleid wird viel von der Brautmode beeinflussen, die wir in den nächsten Jahren sehen werden. Dies geschieht immer, wenn eine Person von königlichem oder hohem Rang heiratet, das setzt für mehrere Jahre den Trend. Prinzessin Diana und Carolyn Bessette zum Beispiel waren mit ihren Kleidern zwei beachtenswerte Bräute, die einem in den Sinn kommen.“
Die Kopie einer britischen Schneiderei, die The Times als Preis für einen Wettbewerb in Auftrag gegeben hatte, war in weniger als fünf Stunden fertiggestellt, nachdem Middleton ihre Autofahrt zur Kirche begonnen hatte. Die Firma erhielt am selben Tage noch mehrere weitere Aufträge, ließ aber verlauten, dass sie, bevor Kopien verkauft werden können, Anwälte konsultieren müsse. Die neuseeländische Modeschöpferin Jane Yeh arbeitete die Nacht nach der Hochzeit durch, um eine weitere Kopie des Kleides anzufertigen. Chinesische Schneiderinnen sagten gegenüber Nachrichtenjournalisten, dass sie damit rechneten, Nachahmungen des Kleides eine Woche nach der Hochzeit anbieten zu können; eine war enttäuscht, dass Informationen über das Kleid nicht vorher durchgesickert waren, sodass sie die Ware früher hätte vorbereiten können. Eine weitere kündigte einen Verkaufspreis von 70 £ bis 90 £ an.
Hubert de Givenchy befand, die Wahl eines Kleides aus dem Modehaus von Alexander McQueen, der 2010 durch Suizid starb, sei „ein schöner Gedanke, ein feiner Tribut“.
Das Kleid und einige weitere Utensilien, die die königliche Hochzeit betrafen, waren im Buckingham Palace vom 23. Juli bis 3. Oktober 2011 in einer Ausstellung zu sehen. Kleid und Diadem waren auf einer kopflosen Schaufensterpuppe und weiß beleuchtet ausgestellt. Die Queen, die die Ausstellung im Juli 2011 in Begleitung der Herzogin von Cambridge privat besuchte, soll die Art der Ausstellung als „scheußlich“ beschrieben haben. Über ein Mikrofon sei zu hören gewesen, dass die Queen zur Herzogin bemerkt habe: „Es ist arrangiert, um sehr gruselig auszusehen“, worauf Catherine hinzugefügt habe, es habe einen „3D-Effekt“.
Das Kleid trug dazu bei, in den Sommermonaten des Jahres 2011 Rekord-Besucherzahlen in den Buckingham Palace zu erzielen. Berichtet wird auch, dass es dazu beigetragen habe, acht Millionen Pfund Spendengeld für Kate Middletons eigene Wohlfahrtsorganisation und für die Renovierung des Palastes einzuwerben.
Neben einem Buch über die Geschichte des Brautkleids seit dem 18. Jahrhundert von Edwina Ehrman, der Textilkuratorin des Victoria and Albert Museums, erwähnten mehrere Buchveröffentlichungen das Kleid von Kate als stilbildend, ähnlich Erin McKean in einem Buch zu ikonischen Kleidungsstilen. Francesca Beauman zählt das Kleid zu den zehn Brautkleidern, die die Welt veränderten oder die (weibliche) Menschheit davon abhielten, sich wichtigeren Dingen wie Schuhen zuzuwenden.

## Konflikt um den Artikel zum Kleid bei Wikipedia
Der Artikel zu dem Kleid wurde zum Gegenstand einer Kontroverse auf der englischsprachigen Wikipedia, nachdem sofort nach Einstellung ein Löschantrag auf den Artikel gestellt worden war. Bei der Wikimania 2012 führte Jimmy Wales das Kleid als Beispiel für den Gendergap bei Wikipedia an. Wikipedia habe kein Problem, Dutzende von Linux-Varianten in separaten Artikeln zu beschreiben, aber ein derart kulturgeschichtlich wichtiges Kleidungsstück solle gelöscht werden. Wales setzte sich für das Behalten des Artikels ein und bezog sich in seiner Begründung auf die Berichterstattung beim Onlinemagazin Slate.

## Kate-Middleton-Effekt
Als Kate-Middleton-Effekt werden weitere stilbildende Einflüsse der Herzogin bezeichnet.
Die britische Modeindustrie hat demnach durch die von der Herzogin getragene Mode, insbesondere in den USA, Umsatzzugewinne in mehrfacher Millionenhöhe gemacht. Zudem wurden Einflüsse etwa auf den Umgang mit der Schönheitschirurgie angenommen.

Der Effekt wurde erst mit der Bekanntgabe der Verlobung wirksam. Das während der Ankündigung der Verlobung von Prinz William und Catherine Middleton am 16. November 2010 getragene blaue Issakleid erregte bereits Aufsehen. Das Kleid stammte von der Londoner Designerin Daniella Issa Helayel. Das Kleid passte farblich zum Verlobungsring, der ursprünglich Williams Mutter Diana gehört hatte.
Sowohl in den USA wie in Großbritannien war das Kleid binnen eines Tages ausverkauft. Eine preisgünstigere Version von Florence + Fred wurde in der britischen Tescokette für 16 £ angeboten und war ebenso binnen einer Stunde nach der Ankündigung auf der Webseite von Tesco ausverkauft. Kate Middletons Verlobungskleid kam bei einem Ranking stilprägender Kleider des Jahres 2010 nach Lady Gagas MTV-Video-Music-Awards-Fleischkleid auf den zweiten Platz.
Der von Middleton ausgelöste Trend zum Kleinen Blauen (vgl. Kleines Schwarzes) wurde unter anderem bei Auftritten von Tia Carrere, Kristen Bell und Amy Smart bei verschiedenen Showevents in der Frühlingssaison 2011 thematisiert.
Der Effekt erstreckte sich auch auf das erste Kind Middletons, Prince George of Wales, und dessen zuerst in der Öffentlichkeit gezeigte Babykleidung von aden + anais, die in Großbritannien kurz danach ausverkauft war. Das Kind war in eine Decke aus Merinowolle von G. H. Hurt and Company eingehüllt, die wenig später nur mit erheblicher Verzögerung erhältlich war.